# Челио кон Брея
Чѐлио кон Брѐя (на италиански: Cellio con Breia) е община в Северна Италия, провинция Верчели, регион Пиемонт. Административен център на общината е село Челио (Cellio), което е разположено на 685 m надморска височина. Населението на общината е 1010 души (към 2018 г.).
Общината е създадена в 1 януари 2018 г. Тя се състои от предшествуващите общини Брея и Челио.